# Paul D. Hanson
Paul D. Hanson (17 novembre 1939 – 9 giugno 2023) è stato un orientalista e traduttore statunitense, membro del comitato editoriale della New Revised Standard Version e della serie Hermeneia: A Critical and Historical Commentary on the Bible, edita dalla Fortress Press.
Per quarant'anni è stato docente di teologia presso l'Harvard Divinity School di Cambridge, nel Massachusetts. Inoltre, è membro dell'università luterana locale e del Consiglio per l'Educazione Teologica Luterana degli Stati Uniti nordoccidentali.

## Biografia
Dopo aver conseguito nel 1961 il Bachelor of Arts presso il Gustavus Adolphus College di St. Peter, nel Minnesota, vinse una borsa di studio del Programma Fulbright per uno scambio interculturale con l'Università di Heidelberg. Nel '65, completò il Bachelor of Divinity all'Università di Yale e, cinque anni più tardi, il PhD al Dipartimento di Lingue e Civiltà del Vicino Oriente di Harvard.
Dopo aver trascorso alcuni anni a compiere ricerche archeologiche fra Israele e Germania -dei quali un anno sabbatico-, ottenne una cattedra all'Università di Princeton. I suoi insegnamenti riguardano la profezia ebraica, la letteratura giudaica del Periodo del Secondo Tempio, le religioni della Mesopotamia e dell'Antico Egitto e, da ultimo, la teologia biblica.

## Opere
Hanson è stato uno dei curatori della Hermeneia: A Critical and Historical Commentary on the Bible, una serie di commentari dell'Antico Testamento pubblicata dalla Fortress Press. Per la stessa casa editrice ha collaborato al commento di Osea (nel 1974), di Ezechiele 2 (nel 1983), Michea (nel 1984), Geremia 1 e 2 (nel 1986 e nel 1989) e di Sofonia (nel 2003).
Nei libri Political Engagement as Biblical Mandate e A Political History of the Bible in America, espone i lrapporto storico fra religione e politica, enfatizzando il ruolo delle comunità di fede americane radicate nella tradizione dewlla §Sacra Scrittura.